# Sarswati Chaudhary
Sarswati Chaudhary (* 12. Februar 1997) ist eine nepalesische Leichtathletin, die sich auf den Sprint spezialisiert hat.

## Sportliche Laufbahn
Erste internationale Erfahrungen sammelte Sarswati Chaudhary 2014 bei den Juniorenasienmeisterschaften in Taipeh, bei denen sie im 100-Meter-Lauf mit 13,65 s im Vorlauf ausschied, wie auch über 200 Meter mit 28,03 s. 2016 belegte sie bei den Südasienspielen in Guwahati in 26,18 s Rang sechs über 200 Meter und schied bei den Juniorenasienmeisterschaften in der Ho-Chi-Minh-Stadt mit 13,11 s bzw. 26,91 s erneut in der ersten Runde aus. 2019 nahm sie über 100 Meter dank einer Wildcard an den Weltmeisterschaften in Doha teil und schied dort mit neuem Landesrekord von 12,72 s in der ersten Runde aus. Anschließend nahm sie an den Militärweltspielen in Wuhan teil und verbesserte sich dort auf 12,66 s. Zudem schied sie auch im 200-Meter-Lauf mit 26,33 s im Vorlauf aus. Anfang Dezember belegte sie bei den Südasienspielen in Kathmandu in 26,26 s den achten Platz über 200 Meter und gelangte mit der nepalesischen 4-mal-100-Meter-Staffel in 49,87 s auf Rang fünf, während sie über 100 m nach 12,55 s auf Rang sieben einlief. 2021 startete sie dank einer Wildcard über 100 m bei den  Olympischen Sommerspielen in Tokio und schied dort mit 12,91 s in der Vorausscheidungsrunde aus.
2019 wurde Chaudhary nepalesische Meisterin über 100 und 800 Meter.

## Persönliche Bestzeiten
- 100 Meter: 12,55 s (−0,8 m/s), 3. Dezember 2019 in Kathmandu (nepalesischer Rekord)
- 200 Meter: 26,18 s (+0,2 m/s), 11. Februar 2016 in Guwahati
- 800 Meter: 2:16,0 min, 22. April 2019 in Dang Deukhuri